# Maria Wiedmaier
Maria Wiedmaier (* 19. Oktober 1896; † 20. Oktober 1977) war eine deutsche Widerstandskämpferin gegen den Nationalsozialismus und Überlebende des Konzentrationslagers Ravensbrück.

## Leben
Wiedmaier wurde 1919 Mitglied der KPD und war dort insbesondere in der Jugend- und Frauenarbeit tätig. Ab 1933 beteiligte sie sich zusammen mit ihrem Mann Eugen Wiedmaier (1900–1940) am antifaschistischen Widerstand, den sie auch nach dessen Verhaftung fortsetzte bis zu ihrer eigenen Verhaftung wegen der Mitarbeit in der Widerstandsgruppe G um Hans Gasparitsch.
Am 28. Februar 1938 wurde sie zu einer vierjährigen Zuchthausstrafe verurteilt. Allerdings wurde sie bereits im Oktober 1940 in das Frauen-Konzentrationslager Ravensbrück deportiert.
Nach der Befreiung aus dem Konzentrationslager beteiligte sie sich 1945 am Aufbau antifaschistischer Strukturen in der Berliner Verwaltung und leitete den OdF-Ausschuss im Bezirk Charlottenburg. Bei der ersten Kundgebung zum OdF-Tag 1945 trat sie als Rednerin auf.

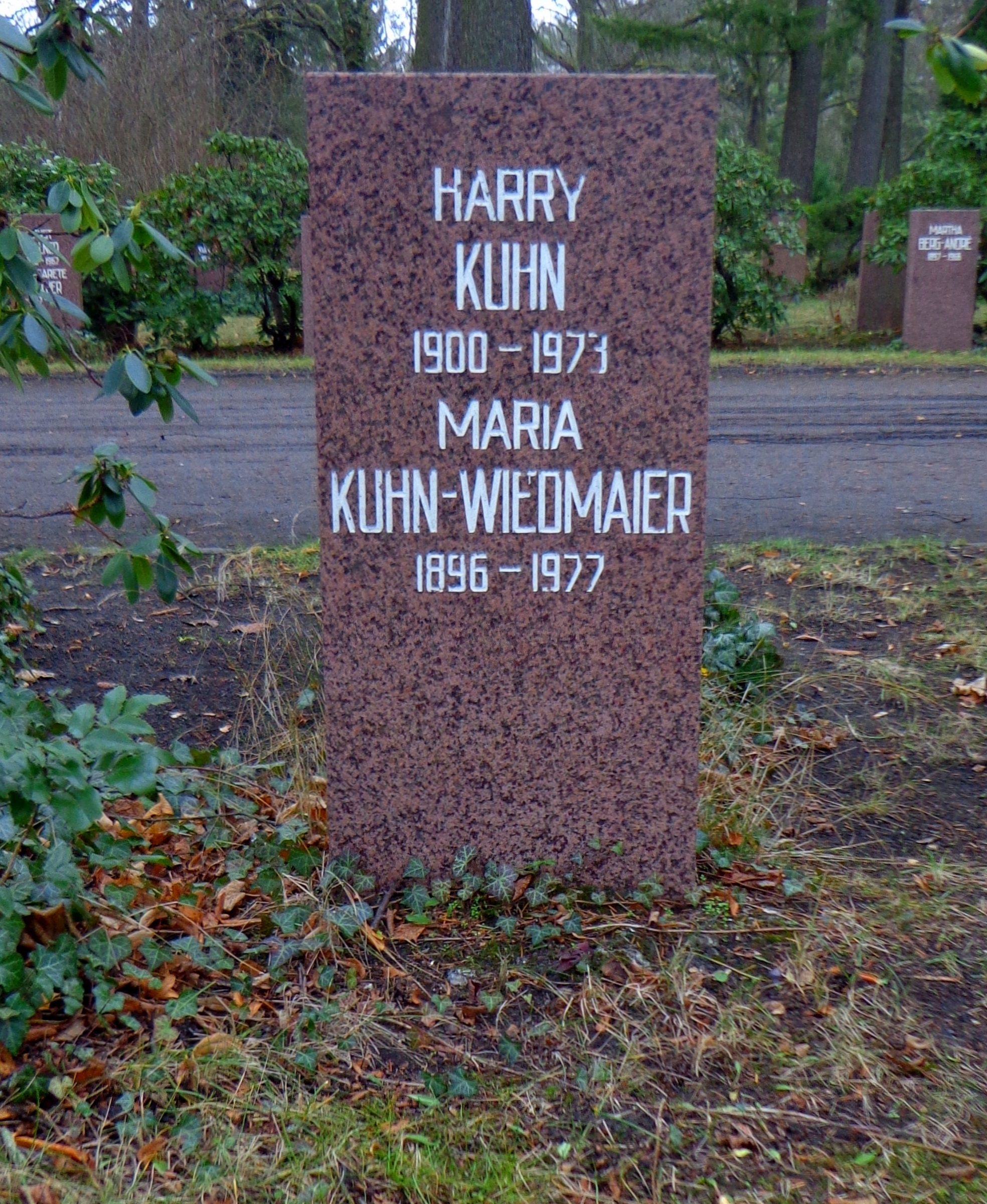
Grabstätte

1949 kehrte sie für einige Zeit zu ihrem Sohn aus der ersten Ehe nach Zuffenhausen zurück, da ihre Gesundheit durch die Haft während der NS-Zeit zerrüttet war. Anschließend setzte sie ihre politische Arbeit in Berlin fort und heiratete dort ein drittes Mal. Ihr neuer Lebensgefährte wurde der Redakteur und Generalsekretär der VVN Harry Kuhn.
Ihr wurde 1958 und 1971 der Vaterländische Verdienstorden (VVO) verliehen; 1976 erhielt sie die Ehrenspange zum VVO in Gold. Ihre Urne wurde in der Grabanlage Pergolenweg des Berliner Zentralfriedhofs Friedrichsfelde beigesetzt.